# Eucomis autumnalis
Eucomis autumnalis là một loài thực vật có hoa trong họ Măng tây. Loài này được (Mill.) Chitt. mô tả khoa học đầu tiên năm 1951.

## Hình ảnh

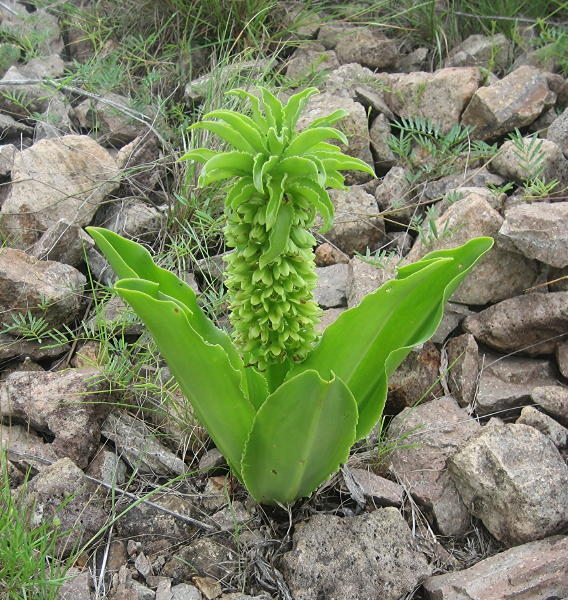
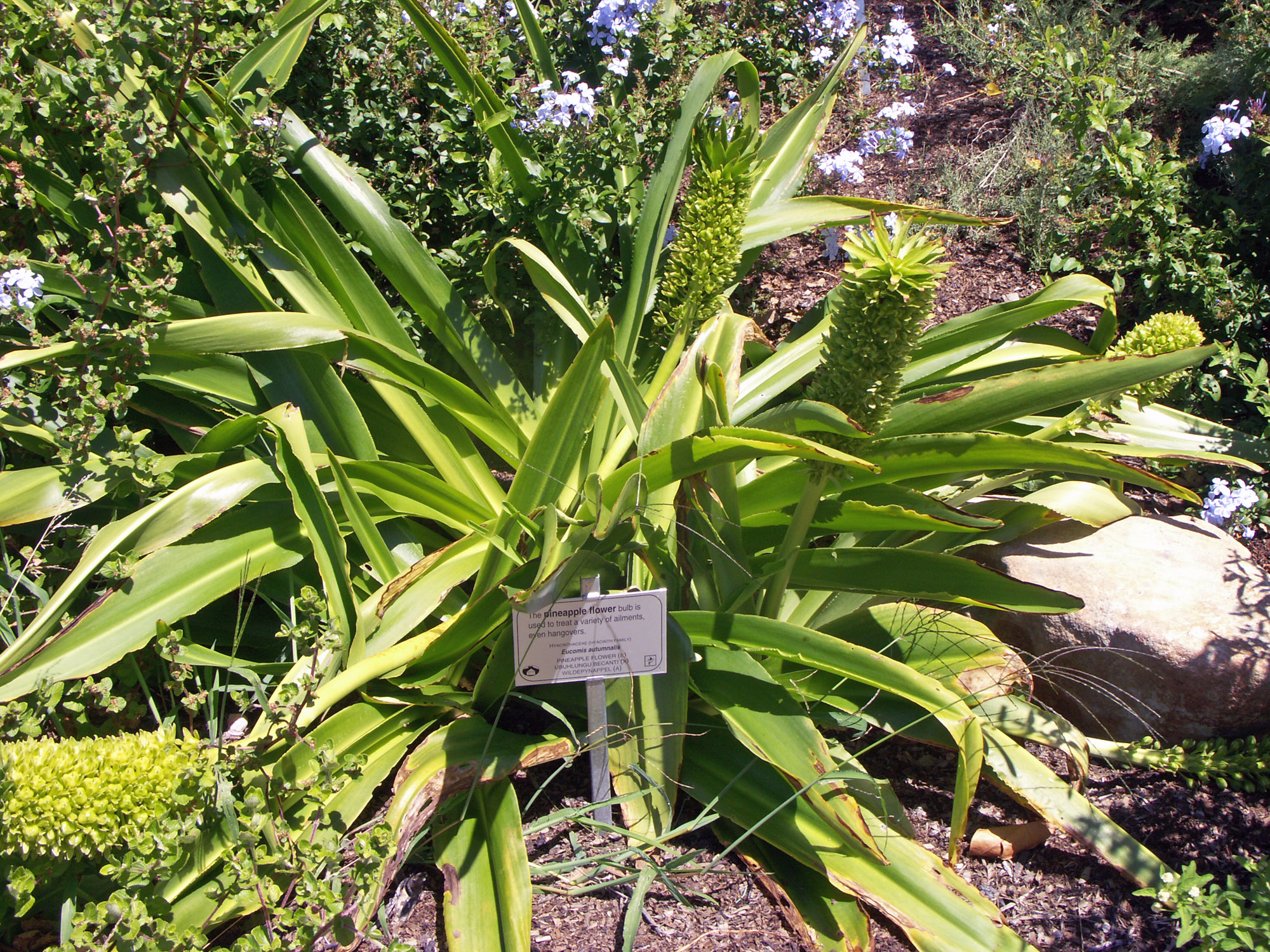
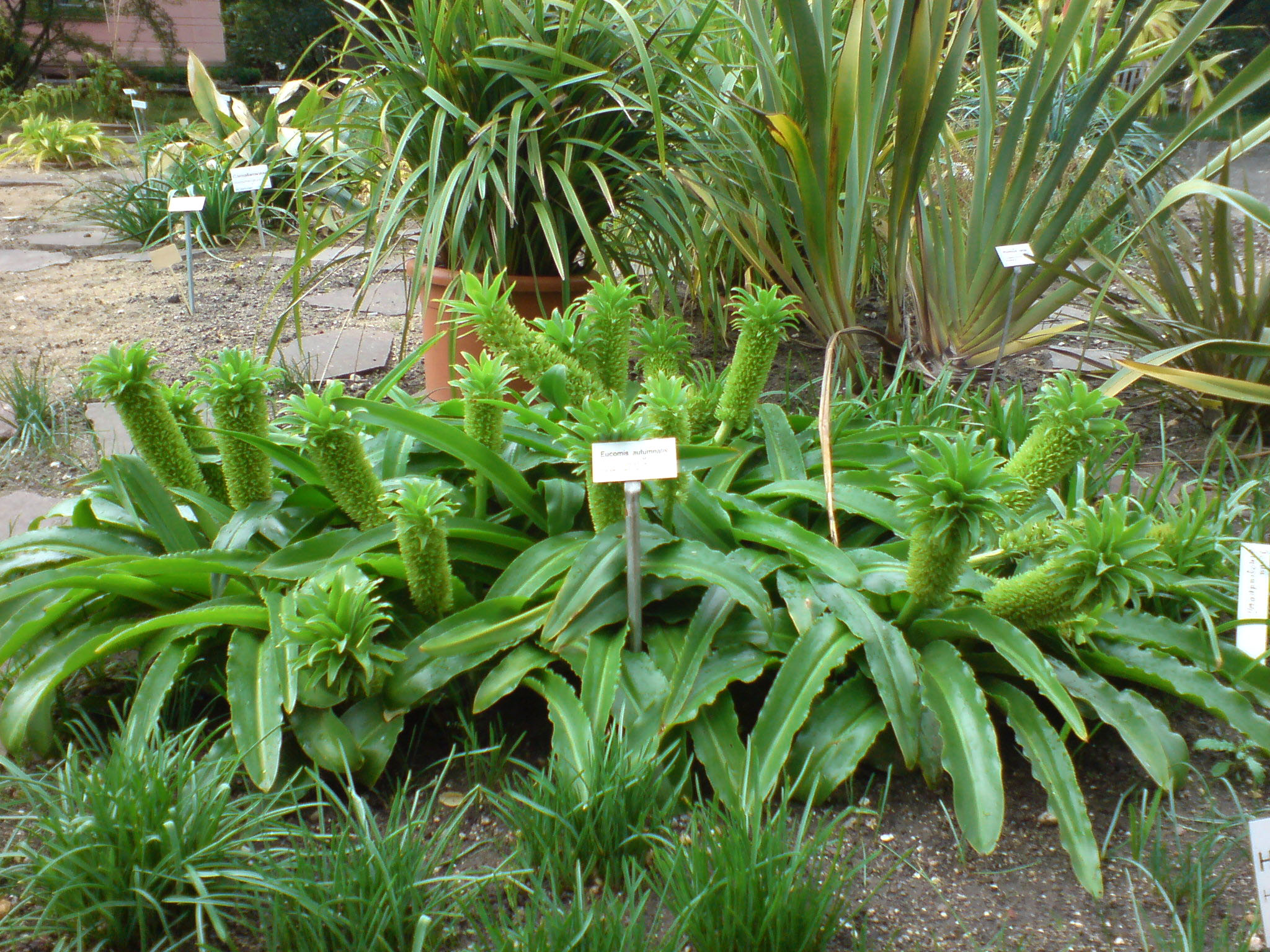
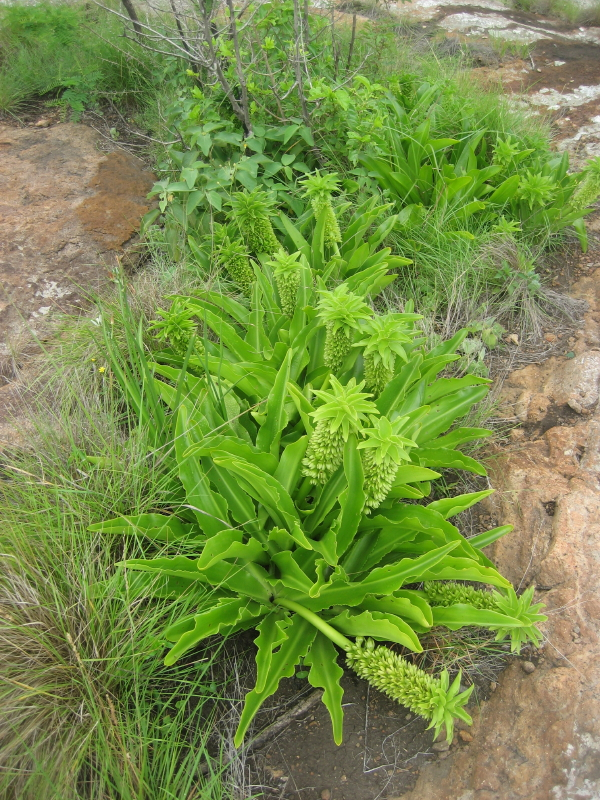